# 8 (漫画)
『8』（エイト）は、漫画家・上條淳士による漫画。

## 概要
『週刊ビッグコミックスピリッツ』（小学館）に2000年45号から2003年24号まで連載された。作者は本作をもって10代の主人公を描くのは最後としている。都市の過疎化を背景に、渋谷で不定期に行われる闇賭博“13ナイト”（サーティーン・ナイト）に出場し、不可解な事故死を遂げた少年陸真人（くが まさと）の仇を討つべく転校してきた蜂谷詠兎（はちや えいと）と6人のクラスメイトの物語であるが、連載としては展開があまりにもスローだったため打ち切りの憂き目に遭う。その後、別バージョンとされる外伝「カウンター」が『増刊ビッグコミックスピリッツCasual』の2004年9月16日号から2005年7月24日号まで連載され一応の完結を見るが、多数配置された伏線はほとんど収束されなかった。なお、本作は上條の漫画『赤×黒』と同一の時系列上にあり、登場人物が一部重複する。

## ストーリー
過疎化が進み、今では3年生のみ6人が在籍し来年廃校となることが決まっている区立宇多川中学校に、半年前に闇賭博“13ナイト”で事故死したクラスのリーダー陸真人に瓜二つの少年が転校してくる。彼の名は蜂谷詠兎。その目的は13ナイトに参加しマサトの仇である主催者（オーナー）を突き止める事だった。13ナイトにはバトル（ストリートファイト）とレース（スケートボードレース）の2つの種目があり、その競技者（プレイヤー）は渋谷区在住の10代に限定される。出場権を得るには観客（ユーザー）から実力を認められ、エントリーを受けることが必要だとされていた……。最後の卒業生となった8人の戦いが始まる。

## 登場人物
蜂谷詠兎（はちや えいと）
本編の主人公。14歳。宇田川中3年。事故死したマサトの仇を討つため宇田川中に転校してきた少年。その風貌はクラスメイトでさえ見紛うほどマサトそのものであり、シンとナナコ以外は知らないが転校前からときどきマサトと入れ替わって登校していた。顔を売って13ナイトにエントリーされるべくシンにスケートボードを教わるが、本人は“バトル”のほうを得意とする。
藍染奈々子（あいぞめ ななこ）
14歳。宇田川中3年。かつてリーダーであるマサトに対して反発していた時期に頻繁にクラブ・ジェイコブに出入りし「夜の蝶」「ジェイコブのナナコ」の名で呼ばれていた。武術の心得がある。
葛西シン（かさい しん）
14歳。宇田川中3年。長髪のストリートスケートボーダー。非常に口が悪いが争い事を嫌う。マサトにスケートボードを教わっており、その腕前はプロ級。
虎木辰巳（とらぎ たつみ）
14歳。宇田川中3年。自分の身代わりで13ナイトに出場したマサトが事故にあったことに責任を感じている。次の13ナイトにエントリーされるためにランカー狩りを強行、3人のランカーを倒す。
小笠原圭吾（おがさわら けいご）
14歳。宇田川中3年。オリジナルブランド「ASHES TO ASHES」のデザイナー。渋谷の支配勢力“龍門”（ゲート）の構成員に暴行を受け、眼底出血により左目を失明している。
金子一志（かねこ かずし）
14歳。宇田川中3年。13ナイト“バトル”現ランカー2位。中学生離れした強さを誇るが、金にならないケンカはしないと主張する。
工口ニカ（くぐち にか）
14歳。宇田川中3年。ナナコに憧れ髪型を真似したりする。身体になんらかの障害がありときどき発作を起こす。
九藤俊作（くどう しゅんさく）
34歳。現渋谷区長。15年前、メンバー300人を擁する渋谷最大のチーム「十三夜總会」（じゅうさんやそうかい）の初代總長だった男。宇田川中跡地利用の権利を賭けてエイトと対決する。
蛍原ヒカル（ほとはら ひかる）
35歳。渋谷区長秘書主査。十三夜總会初代メンバーで九藤とは昔馴染み。死亡したとされていたマサトをKOK病院に保護した。
仁唐竜（にとう りゅう）
17歳。円山高校2年。円山町の華僑のリーダーであり渋谷の3分の1を締める“龍門”の頭。ランカー狩りをしていたトラとついでにナナコを拉致する。かつて圭吾に対する詫びとしてマサトの前で自分の顔をナイフで切り裂いて見せた。
ユアン・チャン（ゆあん ちゃん）
18歳。ロシア系中国人。“バトル”現ランカー3位。金子との対決を渇望するが、エイトの予想外の行動により対戦はお流れになる。上條による漫画作品「赤×黒」（アカクロ）から流用された同一設定のキャラクター。
遅阪剛（おうざか つよし）
20歳。新日本体育大学レスリング部2年。“バトル”元ランカー5位。成人したためランキングからは除外されている。トラを一撃で沈めたが金子にジャーマン・スープレックスを喰らう。
ムレス・小林（むれす こばやし）
恵比寿西高3年。暑がりで常に汗ばんでおり全身から蒸気を発散させている男。
木元亮（きもと りょう）
19歳。“バトル”現ランカー1位。岩盤の如き強靱なボディを持ち、“ザ・ロック”の異名で呼ばれる渋谷最強の男。圧倒的な強さで金子を破り13ナイトで優勝するが、2億円の賞金を手にしてからは強迫観念に囚われている。
夏目（なつめ）
KOK大学病院医師。十三夜總会初代メンバー。マサトの主治医の脳外科医。圭吾のアドレスにアクセスし情報を交換していた。キャラクターのモデルはレディオヘッドのトム・ヨーク。
馬場（ばば）
クラブ･ジェイコブのDJ。ナナコの「昔の男」であり師匠でもある。ナナコに「地獄突き」とよばれる手刀を伝授した。
桃元郷（もももと ごう）
クラブ・ジェイコブ従業員。ナナコとは顔馴染み。「桃ちゃん」の名で呼ばれ、作者の長編作品には必ず登場する上條漫画の象徴とも言えるキャラクター。
矯正男（姓名不明）
歯に矯正のブリッジをしたフードの男。トラの名を騙り木元を金属バットで強襲する。物語のカギを握る謎の人物だが、結局正体は明かされなかった。
陸真人（くが まさと）
宇田川中のリーダー。解離性同一性障害を患っており、“レース”に出場して事故に遭った時点で主人格であるマサトは消滅、その後は副人格のエイトが独立して活動している。
ハチ
ハチ・ザ・ブラックの名で呼ばれるドーベルマン。足を折って捨てられたところをエイトとシンによって保護された。

## 第0話
連載に先立って掲載されたオールカラー8ページの予告編“第0話”が存在するが、単行本には収録されていない。

## 単行本
- 上條淳士「8-エイト-」小学館〈ビッグスピリッツコミックス〉、全4巻
  1. 2001年9月29日発売、ISBN 978-4091867216
  2. 2002年2月28日発売、ISBN 978-4091867223
  3. 2003年8月30日発売、ISBN 978-4091867230
  4. 2005年8月30日発売、ISBN 978-4091867247